# Santa Cristina
Santa Cristina je otok u Venecijanskoj laguni koji se nalazi sjeveroistočno od Torcella.

## Zemljopisne karakteristike
Santa Cristina je otok dug 880 i širok 420 metara, ima 13 hektara, najveću visinu 2 metra.  Prema popisu iz 2001. bio je nenaseljen.
Otok administrativno pripada venecijanskom kvartu Burano-Mazzorbo-Torcello.
Nekoć je otok bio znan kao San Marco jer su u njegovu benediktinskom samostanu - 1325. pohranjene relikvije sv. Marka nakon krađe u Istanbulu, tad je dobio ime San Marco.
Obzirom na teške životne uvjeta, redovnicama bilo je dozvoljeno preseljenje na obližnji otok Murano. Samostan je ipak postojao sve do 1452., kad ga je napustila i posljednja redovnica Filippa Condulmer, koja je otišla u Torcello, s njom su prebačene i relikvije sv. Kristine.
Nekoliko seljačkih obitelji obrađivale su svoja imanja na otoku sve do 1930-ih godina prošlog stoljeća kad je i posljednji stanovnik napustio otok.